# みそたま

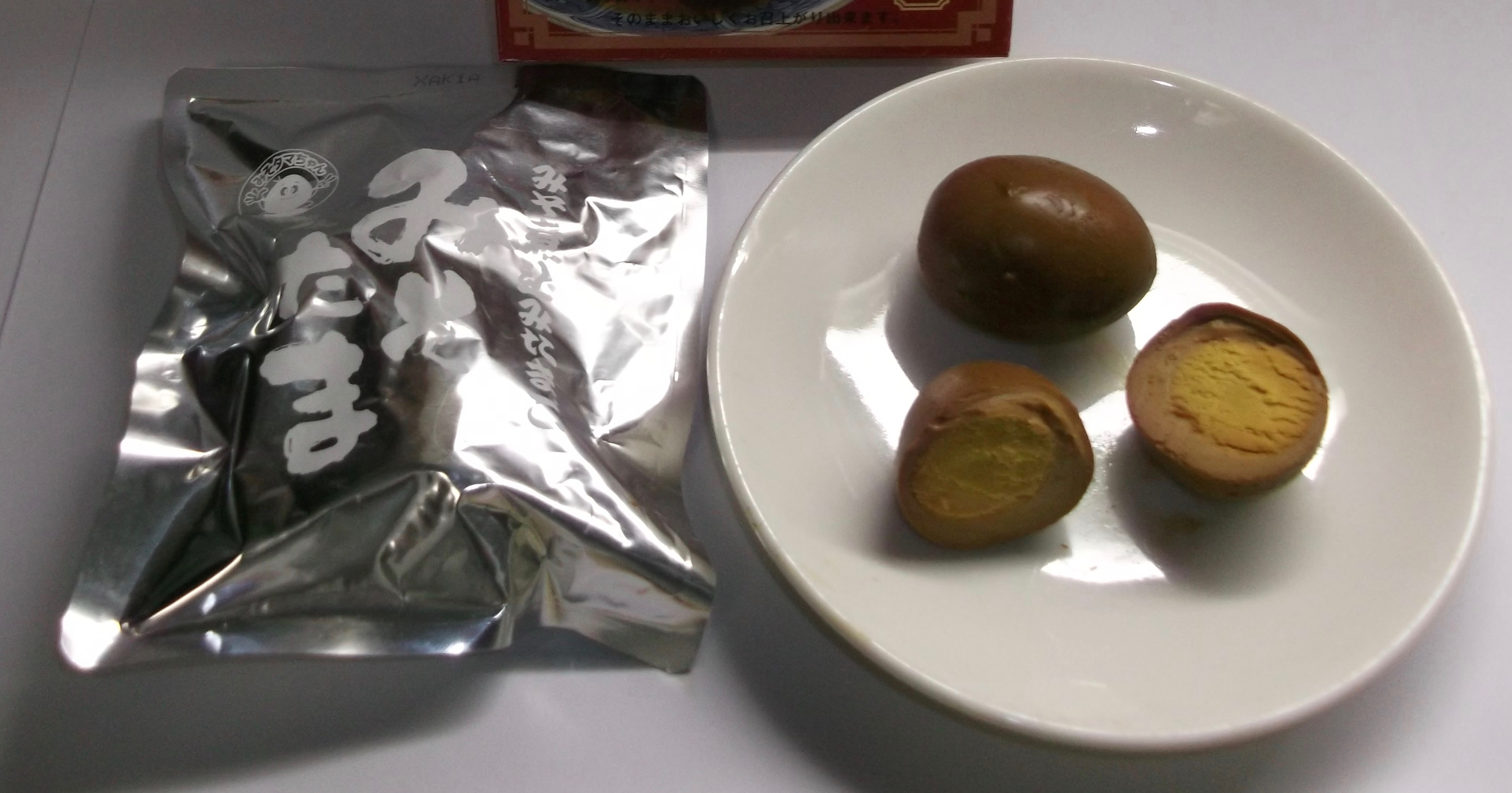
みそたま（2013年12月）

みそたまとは、八丁味噌の中に漬けて、煮込んだゆで卵である。愛知県の郷土料理。

## 概要
八丁味噌の赤味噌の鍋に、殻を剥いたゆで卵を入れ、一昼夜じっくり黄身までしみ込むように煮込んだ味噌煮込み卵である。赤味噌の色合いが濃くしみこんでいるが、味噌の風味は強過ぎずしっとりとした味わいである。
そのまま食べられる（特に酒のおつまみとして）他、おでんや味噌煮込みうどんなどの汁物の中に入れられることもある。
株式会社千両（株式会社だるまの関連会社）から製造販売されており、赤いパッケージに卵が4個（2個×2袋）入って販売されている。東海道新幹線における愛知県・岐阜県内の4駅（岐阜羽島駅、名古屋駅、三河安城駅、豊橋駅）で、その他岐阜駅など在来線主要駅のキオスクでも売られている。またリニア・鉄道館〜夢と想い出のミュージアム〜でも販売されていて、名古屋土産として浸透している商品でもある。